# Microcerella salsa
Microcerella salsa är en tvåvingeart som beskrevs av Thomas Pape 1996. Microcerella salsa ingår i släktet Microcerella och familjen köttflugor. Inga underarter finns listade i Catalogue of Life.